# Bolax
- Commons
- Wikispecies

Bolax é um género botânico pertencente à família Apiaceae. Está presente na Argentina, Chile e Malvinas.